# Habitatge del poble de Dosquers
L'Habitatge del poble de Dosquers és una casa a Dosquers, al municipi de Maià de Montcal (Garrotxa) inclosa a l'Inventari del Patrimoni Arquitectònic de Catalunya.

## Descripció
Casa situada davant de l'església romànica de Sant Martí de Dosquers. És de planta rectangular i teulat a dues aigües. Consta de planta baixa i dos pisos. Els murs exteriors han estat arrebossat, conservant-se únicament a la façana de migdia la següent llinda: "IHS MA/ IOAN PALLISER/ 1625".